# Делоуч, Дженей
Дженей Делоуч — американская легкоатлетка, которая специализируется в прыжках в длину. Бронзовая призёрка олимпийских игр 2012 с результатом 6,89 м. Чемпионка США в помещении в 2011 и 2012 годах. Серебряная призёрка чемпионата мира в помещении 2012 — 6,98 м.

## Достижения
Бриллиантовая лига
- 2011:  Aviva Birmingham Grand Prix — 6,78 м
- 2012:  Shanghai Golden Grand Prix — 6,73 м
- 2013:  Adidas Grand Prix — 6,79 м

## Сезон 2014 года
30 мая на соревнованиях Prefontaine Classic заняла 7-е место — 6,41 м.